# Élection gouvernorale gagaouze de 2019
L' élection gouvernorale gagaouze de 2019 a lieu le 30 juin 2019 afin d'élire le gouverneur, dit Bashkan, de la région autonome moldave de Gagaouzie pour un mandat de quatre ans. Le gouverneur sortant est Irina Vlah, une femme politique indépendante soutenue par le Parti des socialistes (PSRM). 
Irina Vlah est réélue à une écrasante majorité de 91,27 % des suffrages exprimés dès le premier tour, que le taux de participation permet de valider de justesse.

## Système électoral
Les modalités des élections sont régies par la Loi sur le statut spécial de la Gagaouzie. Elles ont lieu au scrutin universel direct, secret et libre. Le Bashkan est élu au scrutin uninominal majoritaire à deux tours pour un mandat de quatre ans renouvelable. La campagne électorale officielle a lieu au cours des soixante jours précédant le scrutin ,.
Le candidat ayant recueilli plus de 50 % des voix au premier tour ou, à défaut, lors d'un second tour organisé quatorze jours plus tard entre les deux candidats arrivés en tête au premier tour, est déclaré élu. 
L'élection est déclarée valide à la condition que la participation ait été d'au moins 50 % des inscrits pour un premier tour, et 33 % pour un second tour. Dans le cas contraire, il est procédé à un nouveau tour de scrutin.
Le gouverneur entre en fonction après confirmation de l'élection par un décret du président de la république de Moldavie.

## Conditions de candidatures
Sont éligibles les Gagaouzes âgés de plus de 35 ans parlant couramment le gagaouze.
La loi électorale moldave n'autorisant pas les partis politiques régionaux, les élections du dirigeant de la minorité turcophone gagaouze sont historiquement marquées par la forte présence de candidats indépendants, ce qui n'empêche pas ces derniers d'afficher parfois leur proximité avec l'un ou l'autre parti ou dirigeant national moldave.

## Résultats
Iranah Vla remporte les suffrages d'une large majorité des votants. La participation s'établit quant à elle à 50,43 % des inscrits, ce qui permet de justesse à l'élection d'être validée en un seul tour de scrutin.
| Candidats                 | Candidats                 | Partis                    | Premier tour | Premier tour |
| Candidats                 | Candidats                 | Partis                    | Voix         | %            |
| ------------------------- | ------------------------- | ------------------------- | ------------ | ------------ |
|                           | Irina Vlah                | Indépendant               | 49 742       | 91,27        |
|                           | Serghei Cimpoeș           | Indépendant               | 3 932        | 7,21         |
|                           | Ivan Burgudji             | Indépendant               | 481          | 0,88         |
|                           | Dmitrii Manol             | Indépendant               | 346          | 0,63         |
|                           |                           |                           |              |              |
| Votes valides             | Votes valides             | Votes valides             | 54 501       | 98,41        |
| Votes blancs ou invalides | Votes blancs ou invalides | Votes blancs ou invalides | 879          | 1,59         |
| Total                     | Total                     | Total                     | 55 380       | 100          |
| Abstention                | Abstention                | Abstention                | 54 437       | 49,57        |
| Inscrits / Participation  | Inscrits / Participation  | Inscrits / Participation  | 109 817      | 50,43        |